# Neopanorpa longiprocessa
Neopanorpa longiprocessa är en näbbsländeart som beskrevs av Hua och Chou 1997. Neopanorpa longiprocessa ingår i släktet Neopanorpa och familjen skorpionsländor. Inga underarter finns listade i Catalogue of Life.